# Tierra de Medinaceli
Tierra de Medinaceli, también conocida como Comarca de Arcos de Jalón, es una comarca ubicada al sureste de la provincia de Soria, España. Al norte limita con las estribaciones más orientales de la sierra del Muedo, que la separan de Las Vicarías; al norte, noroeste y oeste con la misma sierra y la de la Mata, que la separan de la comarca de Almazán; al este con la Comunidad de Calatayud (perteneciente a la provincia de Zaragoza); y al sur con la sierra Ministra y la sierra del Solorio, que la separan de las comarcas de la Serranía de Guadalajara y el Señorío de Molina-Alto Tajo (pertenecientes a la provincia de Guadalajara). Durante el siglo XIX hubo un intento de constituir una nueva provincia, vertebrada en torno al río Jalón que incluía a este territorio y al vecino aragonés.
La comarca se reparte entre las cuencas hidrográficas del Duero y Ebro, siendo atravesada por el río Jalón. 
En la Edad Media fue tierra fronteriza entre el reino de Castilla y el reino de Aragón. 
El Cid Campeador siguió el curso del Jalón en su destierro y encontró refugio en los pueblos de esta comarca.
La orografía determina que la autovía A-2 y la antigua N-II, que unen Madrid con Zaragoza siga también el curso del río Jalón.
Incluye los municipios: Alcubilla de las Peñas, Arcos de Jalón, Medinaceli, Miño de Medinaceli, Santa María de Huerta y Yelo.

## Comunicaciones
Como se ha dicho, existen la autovía  A-2  y la carretera  N-II ; además, la  N-111  y la autovía  A-15  inician en esta comarca su trazado. Adicionalmente, algunos pueblos cuentan con estación de tren operativa de la línea Torralba-Soria.

## Vegetación y fauna
La vegetación está formada por pequeñas manchas de encinares y quejigares en barrancos y laderas de los altos de Baraona, donde también hay sotos fluviales; matorrales con especies como el lino y tomillos de varios tipos, sabinas y plantas adaptadas a ambientes con altas concentraciones de sal (halófilas), como "Glaux maritima" y "Salicornia ramosissima" en el páramo de Layna; y sabinares de sabina albar y matorrales, con especies como "Tanacetum vahlii" en los sabinares del Jalón. La fauna consta de especies entre las que destaca la alondra de Dupont, como una de las poblaciones ibéricas de mayor importancia en el conjunto de las aves esteparias; la presencia esporádica del lobo ibérico; y el sapillo pintojo meridional en los arroyos, lagunas y zonas encharcadas de los sabinares del Jalón.

En este aspecto, podemos localizar en la comarca zonas incluidas en la Red Natura 2000: en el LIC y ZEPA Altos de Barahona, en el de Páramo de Layna, en el LIC Sabinares del Jalón y en el de Monteagudo de las Vicarías.

## Patrimonio
El patrimonio cultural de Tierra de Medinaceli es muy rico, debido a su historia. Sus Bienes de Interés Cultural así lo corroboran; son los que siguen: 
En Medinaceli, el Palacio Ducal, el Arco de Medinaceli, el castillo y el conjunto histórico de la villa; en Santa María de Huerta, las ruinas Ciclópeas (zona arqueológica), el monasterio de Santa María de Huerta y el castillo de Belimbre; en las localidades de Ambrona y Torralba del Moral, los yacimientos arqueológicos que llevan su nombre; en Puebla de Eca, el rollo de justicia; en Sagides, el castillo de Almadeque; en Arcos de Jalón, el castillo; en Jubera, el suyo; en Miño de Medinaceli, también el suyo, además del abrigo de Carlos Álvarez (arte rupestre); en Montuenga de Soria, el castillo; en Somaén, el suyo; en Aguilar de Montuenga, la torre; en Arbujuelo, la suya; en Layna, la suya también; en Conquezuela, la cueva Santa Cruz (arte rupestre); en Beltejar, la iglesia de la Asunción de Nuestra Señora; y en Alcubilla de las Peñas, la torre de la Senda.

## Demografía
Población por municipios
| Municipio              | Población (2019) | Superficie | Pedanías |
| ---------------------- | ---------------- | ---------- | --- |
| Alcubilla de las Peñas | 57               | 86,06      | Mezquetillas y Radona |
| Almaluez               | 132              | 159,11     | Aguaviva de la Vega, Chércoles y Puebla de Eca |
| Arcos de Jalón         | 1469             | 441,54     | Aguilar de Montuenga, Chaorna, Iruecha, Jubera, Judes, Layna, Montuenga de Soria, Sagides, Somaén, Utrilla, Velilla de Medinaceli y Urex de Medinaceli     |
| Medinaceli             | 713              | 205,37     | Arbujuelo, Azcamellas, Beltejar, Benamira, Blocona, Esteras de Medinaceli, Fuencaliente de Medinaceli, Lodares, Salinas de Medinaceli y Torralba del Moral |
| Miño de Medinaceli     | 100              | 56,25      | Ambrona, Conquezuela y Ventosa del Ducado |
| Santa María de Huerta  | 266              | 49,15      | |
| Yelo                   | 40               | 24,95      | |

Población por núcleos
| Municipio                  | Población  |
| -------------------------- | ---------- |
| Alcubilla de las Peñas     | 39         |
| Mezquetillas               | 25         |
| Radona                     | 20         |
| Almaluez                   | 132        |
| Aguaviva de la Vega        | 29         |
| Chércoles                  | 29         |
| Puebla de Eca              | 8          |
| Arcos de Jalón             | 1.430      |
| Avenales                   | Despoblado |
| Aguilar de Montuenga       | 32         |
| Chaorna                    | 18         |
| Iruecha                    | 11         |
| Jubera                     | 12         |
| Judes                      | 17         |
| Layna                      | 41         |
| Lomeda                     | Despoblado |
| Montuenga de Soria         | 138        |
| Sagides                    | 11         |
| Somaén                     | 46         |
| Urex de Medinaceli         | 8          |
| Utrilla                    | 81         |
| Valladares                 | Despoblado |
| Medinaceli                 | 549        |
| Arbujuelo                  | 4          |
| Azcamellas                 | 10         |
| Beltejar                   | 35         |
| Benamira                   | 11         |
| Blocona                    | 22         |
| Corvesín                   | Despoblado |
| Esteras de Medinaceli      | 26         |
| Fuencaliente de Medinaceli | 31         |
| Lodares                    | 11         |
| Salinas de Medinaceli      | 59         |
| Sayona                     | Despoblado |
| Torralba del Moral         | 60         |
| Yuba                       | Despoblado |
| Miño de Medinaceli         | 62         |
| Ambrona                    | 20         |
| Conquezuela                | 4          |
| Ventosa del Ducado         | 6          |
| Santa María de Huerta      | 370        |
| Yelo                       | 51         |